# Cortegana

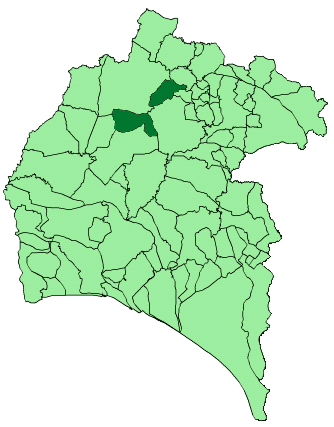
Localização de Cortegana

Cortegana é um município da Espanha na província de Huelva, comunidade autónoma da Andaluzia, de área 174 km² com população de 4977 habitantes (2007) e densidade populacional de 28,73 hab/km².

## Demografia
| Variação demográfica do município entre 1991 e 2004 | Variação demográfica do município entre 1991 e 2004 | Variação demográfica do município entre 1991 e 2004 | Variação demográfica do município entre 1991 e 2004 |
| --------------------------------------------------- | --------------------------------------------------- | --------------------------------------------------- | --------------------------------------------------- |
| 1991                                                | 1996                                                | 2001                                                | 2004                                                |
| 5243                                                | 5206                                                | 5007                                                | 4988                                                |